# Nader Hadżaghanija
Nader Hadżaghanija (pers. نادر حاج آقا نیا ; ur. 16 listopada 1991) – irański zapaśnik walczący w stylu wolnym. Brązowy medalista halowych igrzysk azjatyckich w 2017 roku.